# Phora viridinota
Phora viridinota är en tvåvingeart som beskrevs av Charles Thomas Brues 1916. Phora viridinota ingår i släktet Phora och familjen puckelflugor. Inga underarter finns listade i Catalogue of Life.